# Rocklands Reservoir
Das Rocklands Reservoir ist ein Stausee im Südwesten des australischen Bundesstaates Victoria. Er liegt westlich der Grampians und südlich der Black Range. 
Der Glenelg River und seine Nebenflüsse füllen den See. Das Wasser wird zur Bewässerung landwirtschaftlicher Flächen und für die Trinkwasserversorgung der umliegenden Kleinstädte benötigt.